# Синхронизация Эйнштейна
Синхронизация Эйнштейна (или синхронизация Пуанкаре — Эйнштейна) — это соглашение для синхронизации часов в разных местах посредством обмена сигналами. Этот метод синхронизации использовался телеграфами в середине 19-го века, но был популяризирован Анри Пуанкаре и Альбертом Эйнштейном, который применил его к световым сигналам и признал его фундаментальную роль в теории относительности. Ее основная область применения — часы в одной инерциальной системе отсчета.

## Эйнштейн
Согласно предписанию Альберта Эйнштейна 1905 года световой сигнал посылается в момент {\displaystyle \tau _{1}} от часов 1 до часов 2 и сразу же отправляется назад, например, с помощью зеркала. Время его возвращения по часам 1 — {\displaystyle \tau _{2}}. Это соглашение синхронизации устанавливает часы 2 так, что время {\displaystyle \tau _{3}} отражения сигнала определяется как
{\displaystyle \tau _{3}=\tau _{1}+{\tfrac {1}{2}}(\tau _{2}-\tau _{1})={\tfrac {1}{2}}(\tau _{1}+\tau _{2}).}
Та же синхронизация достигается путем «медленного» переноса третьих часов от часов 1 до часов 2 при устремлении скорости движения к нулю. В литературе обсуждаются многие другие мысленные эксперименты для синхронизации часов, дающие тот же результат.
Проблема заключается в том, действительно ли эта синхронизация согласованным образом корректно присваивает метку времени любому событию. Для этого необходимо найти условия, при которых:
(a) однажды синхронизированные часы остаются синхронизированными,
(b1) синхронизация рефлексивна, то есть любые часы синхронизируются с самим собой (автоматически выполняется),
(b2) синхронизация симметрична, то есть, если часы A синхронизированы с часами B, то и часы B синхронизированы с часами A,
(b3) синхронизация транзитивна, то есть если часы A синхронизированы с часами B, а часы B синхронизированы с часами C, тогда часы A синхронизированы с часами C.
Если пункт (a) выполняется, то имеет смысл сказать, что часы синхронизированы. Учитывая (a), и если (b1)-(b3) выполняется, тогда синхронизация позволяет нам построить глобальную функцию времени t. Срезы (или слои) t = const называются «срезами одновременности».
Эйнштейн (1905) не признавал возможности приведения (a) и (b1)-(b3) к легко проверяемым физическим свойствам распространения света (см. ниже). Вместо этого он просто написал «Мы предполагаем, что такое определение синхронности свободно от противоречий и возможно для любого числа точек; и что следующие отношения (b2-b3) являются универсальными».
Макс Фон Лауэ (Max Von Laue) был первым, кто изучил проблему согласованности синхронизации Эйнштейна (за счет ранней истории см. Minguzzi, 2011). Л. Сильберштейн (L. Silberstein) представил аналогичное исследование, хотя он оставил большинство своих претензий в качестве упражнения для читателей своего учебника по относительности. Доводы Макса Фон Лауэ снова были рассмотрены Х. Райхенбахом и нашли окончательную форму в работе А. Макдональда. Решение состоит в том, что синхронизация Эйнштейна удовлетворяет предыдущим требованиям тогда и только тогда, когда выполняются следующие два условия:
- (Отсутствие красного смещения) Если из точки A излучены две вспышки, разделенные временным интервалом Dt, отмеченным с помощью часов в точке A, то они достигают точки B, разделенные тем же интервалом времени Dt, отмечаемым по часам в точке B.

- (Условие замкнутого пути Райхенбаха) Если луч света отправляется по треугольнику ABC, начиная с A и отражается зеркалами в B и C, тогда время его прибытия обратно в A независит от направления движения (ABCA или ACBA).

Как только часы синхронизированы, можно измерять одностороннюю скорость света. Однако предыдущие условия, гарантирующие применимость синхронизации Эйнштейна, не подразумевают, что односторонняя скорость света оказывается одинаковой по всей системе отсчета. Учитывая
- (Условие замкнутого пути Лауэ-Вейля). Время, необходимое лучу света для прохождения по замкнутому пути длины L, равно L/c, где L — длина пути, а c — постоянная, не зависящая от пути.

Теорема (происхождение которой можно проследить до фон Лауэ и Вейля) утверждает, что условие перемещения по замкнутому пути Лауэ-Вейля выполняется тогда и только тогда, когда синхронизация Эйнштейна может применяться последовательно (то есть выполняются (a) и (b1)-(b3)) и односторонняя скорость света относительно синхронизированных таким образом часов остается постоянной по всей системе отсчета. Важность условия Лауэ-Вейля заключается в том, что время, указанное здесь, может быть измерено при помощи единственных часом, и, таким образом, это условие не полагается на соглашение о синхронизации и может быть проверено экспериментально. Действительно, экспериментально подтверждено, что в инерциальной системе отсчета выполняется условие обхода Луэ-Вейля.
Поскольку бессмысленно измерять одностороннюю скорость до синхронизации удаленных часов, эксперименты, требующие измерения односторонней скорости движения, часто могут быть интерпретированы как проверяющие условие замкнутого пути Лауэ-Вейля.
Синхронизация Эйнштейна выглядит естественно только в инерциальной системе отсчета. Можно легко забыть, что это всего лишь соглашение. Во вращающихся системах отсчета, даже в специальной теории относительности, нетранзитивность синхронизации Эйнштейна уменьшает ее полезность. Если часы 1 и часы 2 не синхронизированы напрямую, а только через цепочку промежуточных часов, то синхронизация зависит от выбранного пути. Синхронизация по окружности вращающегося диска дает не устранимую разницу во времени, которая зависит от используемого направления. Это важно в эффекте Саньяка и парадоксе Эренфеста. Эти эффекты учитываются в системе GPS.
Основное обсуждение конвенционализма синхронизация Эйнштейна объясняется Райхенбахом. Большинство попыток отрицать условность этой синхронизации считаются опровергнутыми, за исключением аргумента Маламента, что он может быть получен из требования симметричного отношения причинно-следственных связей. Этот вопрос остается открытым.

## История: Пуанкаре
Некоторые особенности соглашения о синхронизации обсуждались Пуанкаре. В 1898 году (в философской статье) он утверждал, что постулат о постоянстве скорости света во всех направлениях полезен для простого формулирования физических законов. Он также показал, что определение одновременности событий в разных местах является лишь соглашением. Основываясь на этих соглашениях, но в рамках ныне вытесненной теории эфира, Пуанкаре в 1900 году предложил следующее соглашение для определения синхронизации часов: 2 наблюдателя A и B, которые движутся в эфире, синхронизируют свои часы с помощью оптических сигналов. Из-за принципа относительности они считают себя в состоянии покоя в эфире и считают, что скорость света постоянна во всех направлениях. Поэтому они должны учитывать только время передачи сигналов и затем объединить свои наблюдения, чтобы проверить, являются ли их часы синхронными.
Предположим, что в разных точках есть несколько наблюдателей, и они синхронизируют свои часы с помощью световых сигналов. Они пытаются сверить измеренное время передачи сигналов, но они не знают об их общем движении и, следовательно, считают, что сигналы движутся одинаково быстро в обоих направлениях. Они выполняют наблюдения за встречными сигналами, один из которых перемещается от А к В, а другой от В к А. Локальное время {\displaystyle t'} - это время, показанное часами, настроены таким образом. Если {\displaystyle V={\tfrac {1}{\sqrt {K_{0}}}}} - скорость света, а {\displaystyle v} - скорость Земли, которую мы полагаем параллельной оси {\displaystyle x} в положительном направлении, то мы имеем: {\displaystyle t'=t-{\tfrac {vx}{V^{2}}}}.
В 1904 году Пуанкаре проиллюстрировал ту же процедуру следующим образом:
Представьте себе двух наблюдателей, которые хотят отрегулировать свои часы оптическими сигналами; они обмениваются сигналами, но поскольку они знают, что передача света не мгновенная, они осторожны в их объединении. Когда станция B воспринимает сигнал от станции A, ее часы не должны отмечать тот же час, что и для станции A в момент отправки сигнала, но этот час дополняется константой, представляющей продолжительность передачи. Предположим, например, что станция A посылает свой сигнал, когда ее часы отмечают час 0, и станция B воспринимает его, когда ее часы отмечают час {\displaystyle t}. Часы регулируются исходя из того, что задержка, равная t, представляет продолжительность передачи, и для ее проверки станция B тоже посылает сигнал, когда ее часы показывают 0; тогда станция A должна воспринимать его, когда ее часы показывают {\displaystyle t}. Часы считаются настроенными. И на самом деле они отмечают один и тот же час в один и тот же физический момент, но при условии, что обе станции фиксированы (неподвижны). В противном случае продолжительность передачи не будет одинаковой, так как станция А, например, движется вперед, чтобы встретить оптическое возмущение, исходящее от В, тогда как станция В убегает от возмущения, исходящим от А. Часы отрегулированные таким образом, не будут показывать истинное время; они будут отмечать то, что можно назвать локальным временем, так что одни из них будут медленнее других.